# Centrum-Demokraterne
Centrum-Demokraterne (CD) – duńska partia polityczna o profilu centrowym, działająca w latach 1973–2008.

## Historia
Założycielem i zarazem pierwszym przewodniczącym ugrupowania był Erhard Jakobsen. Powstanie CD wiązało się z rozłamem w partii Socialdemokraterne, z ramienia której jej inicjator zasiadał w Folketingecie.
Partia posiadała swoją reprezentację parlamentarną od 1973. Największą liczbę posłów (15) wprowadziła do 179-osobowego Folketingetu w wyniku wyborów w 1981. Ugrupowanie uzyskało istotny wpływ na politykę Danii. Partia uczestniczyła zarówno w formowaniu centroprawicowych gabinetów Poula Schlütera (w latach 1982–1988 wchodząc w skład jego pierwszego i drugiego gabinetu), jak i rządach centrolewicowych Poula Nyrupa Rasmussena (w latach 1993–1996 w ramach jego pierwszego i drugiego gabinetu).
W wyborach powszechnych w 2001 partia z wynikiem 1,8% nie przekroczyła progu wyborczego i po raz pierwszy od 28 lat znalazła się poza parlamentem. 26 stycznia 2008 nadzwyczajny kongres CD obradujący w Kopenhadze podjął uchwałę o samorozwiązaniu partii, która weszła w życie 1 lutego tego samego roku.

## Przewodniczący
- 1973–1989: Erhard Jakobsen
- 1989–2005: Mimi Jakobsen
- 2005–2007: Bjarne Møgelhøj
- 2007–2008: Ben Haddou[2]

## Wyniki wyborów parlamentarnych
- 1973: 7,8% głosów i 14 mandatów
- 1975: 2,2% głosów i 4 mandaty
- 1977: 6,4% głosów i 11 mandatów
- 1979: 3,2% głosów i 6 mandatów
- 1981: 8,3% głosów i 15 mandatów
- 1984: 4,6% głosów i 8 mandatów
- 1987: 4,8% głosów i 9 mandatów
- 1988: 4,7% głosów i 9 mandatów
- 1990: 5,1% głosów i 9 mandatów
- 1994: 2,8% głosów i 5 mandatów
- 1998: 4,3% głosów i 8 mandatów
- 2001: 1,8% głosów i 0 mandatów
- 2005: 1,0% głosów i 0 mandatów[3]